# الرميلة (ولاية خنشلة)
الرميلة بلدية من بلديات دائرة قايس بولاية خنشلة الجزائرية تبعد عن دائرة قايس مسافة 9كم وعن مقر الولاية خنشلة ب31كم. أرضها خصبة ذات طابع فلاحي تمتاز بزراعة القمح والشعير.
تعتبر الرميلة من أهم السهول في الجزائر بعد سهل المتيجة وتشتهر بزراعة الحبوب من قمح وشعير وهي تساهم بقسط كبير في الإنتاج المحلي من القمح والشعير. والسواد الاعظم من سكان بلدية الرميلة هم من عرش أولاد سعيد، الأمازيغ الاصل.ثم يليهم حلف اولاد سي زرارة.ونسبة من العرب تعود اصولهم لبني هلال.
المناخ:
يتميز مناخ الرميلة بصيف حار وجاف.وشتاء معتدل إلى بارد ونسبة التساقط متوسطة في هذا الفصل.
التضاريس:
عبارة عن ارض سهلية منبسطة محصورة بين مرتفعات لفجوج عين الزيتون التابعة لولاية ام البواقي شمالا .وجبال الاوراس جنوبا.اما الارتفاع فهو محصور بين800م و900م فوق سطح البحر.

## أعلام
- حميد بن شعر